# Neocallichirus mucronatus
Neocallichirus mucronatus is een tienpotigensoort uit de familie van de Callianassidae. De wetenschappelijke naam van de soort is voor het eerst geldig gepubliceerd in 1862 door Strahl.